# Idioptera nearctica
Idioptera nearctica är en tvåvingeart som först beskrevs av Alexander 1966.  Idioptera nearctica ingår i släktet Idioptera och familjen småharkrankar. Inga underarter finns listade i Catalogue of Life.